# سكوتي رينولدز
سكوتي رينولدز (بالإنجليزية: Scottie Reynolds)‏ مواليد 10 أكتوبر 1987، هو لاعب كرة سلة أمريكي. بدأ مسيرته الاحترافية في سنة 2010. يلعب مع فريق نادي سيبونا لكرة السلة كلاعب هجوم خلفي. يحمل الرقم 1.

## المسيرة الاحترافية
لعب مع نيو باسكت برينديزي في الدوري الإيطالي في موسم 2012–2013، ثم لعب مع نادي كراسني كريليا لكرة السلة في موسم 2014–2015، ثم لعب مع بشكتاش لكرة السلة في الدوري التركي في سنة 2015، ثم لعب مع نيو باسكت برينديزي في الدوري الإيطالي في موسم 2015–2016.

## روابط خارجية
- سكوتي رينولدز على موقع الدوري الأوروبي لكرة السلة (الإنجليزية)
- سكوتي رينولدز على موقع كرة السلة الأوروبية.كوم (الإنجليزية)
- سكوتي رينولدز على موقع كلية كرة السلة في سبورتس رفرنس.كوم (الإنجليزية)
- سكوتي رينولدز على موقع ريلجم (الإنجليزية)
- سكوتي رينولدز على موقع بروبوليرز (الإنجليزية)
- سكوتي رينولدز على موقع سبورتس رفرنس (الإنجليزية)
- سكوتي رينولدز على موقع سبورتس رفرنس (الإنجليزية)